# Українські оборонні замки (історичний нарис)
Південноруські державні "господарські" замки — це невеликі укріплення, у більшій кількості випадків  дерев'яні у XVI столітті, навколо яких поступово осідало напіввійськове, напівземлеробське і промислове населення, готове сховатися за його стінами при першій звістці про наближення ворога. Замки були надзвичайно важливим засобом колонізації країни.

## Причини виникнення замків
Століттями населення України вело тривожне та неспокійне життя. Відкриті простори її земель були постійним об'єктом нападів спершу монголо-татарських орд, а пізніше кримсько-татарських та турецьких військ. Існування житлових поселень в таких умовах було можливим лише під захистом міцних мурів замків. За дослідженнями Е. Руліковського, навіть у в XVI—XVIII ст., внаслідок татарських набігів, приблизно що двадцять років кожне українське поселення зникало. Заселення пустинних земель було можливим лише за наявності оборонних замків, які в разі небезпеки могли захистити населення. Таким чином на місці давньоруських городищ будуються оборонні замки. Під захистом замків можливе було будування також і міст.
Україна за давніх часів була для східної та середньої Європи затулою від різних степових хижаків, що пересувалися з Азії до Європи. Особливо таку роль відігравала вона в XIV—XVII ст., коли на південно-східних кордонах України — в чорноморських степах та в Криму залягли татари. В половині XV ст. ці татари остаточно відокремилися були від Золотої Орди й зорганізувалися в Кримське ханство, що приєдналося до Туреччини. Ця Татарська держава, зорганізована на зразок азійських кочових хижацьких держав, за ввесь час свого існування провадила надзвичайно просту політику: жила коштом сусідніх держав — Московської, Литовської і Польської. Татари ці жили тим, що постійно нападали на прикордонні землі названих держав, себ-то на Україну, грабували її майно та забирали в полон людей. А тому що татари були під зверхністю Туреччини, то, бувало, на Україну разом з ними приходили й турки теж руйнувати українські поселення.
Татари нападали звичайно трьома шляхами, що були вигідні для кінних наїздів: Кучманським, Чорним і Волоським. Перший шлях проходив по вододілу сточищ Дністра та Бога (суч. Півд. Буг), приблизно по лінії теперішньої залізниці, що йде від Жмеринки до Одеси. Другий татарський шлях тягся по вододілу між Богом і Дніпром, по Вінниччині та Літинщині. Називався цей шлях Чорним. Третій татарський шлях — Волоський ішов на правому березі Дністра по Бессарабії-Волощині. Йдучи цим шляхом татари переправлялися в кількох місцях через Дністер, і з'являлися на Поділлю; іноді йшли уверх по Дністру і нападали на Покуття, Буковину и Галичину.
Замки таки були досить добрим захистом від татар, бо татарські чамбули, що нападали на Україну, не були регулярним військом, що вміло добувати фортеці; це були чамбули, озброєні луками, шаблями, ножами та арканами, і мали успіх у своїм грабіжництві головне тому, що швидко могли пересуватися. Добувати замків вони не силкувалися, хіба іноді разом з турецьким військом нападали на якийсь слабенький замок і нищили його, як це було з замком у місті Рові в половині XV ст.
Монументальне будівництво на Україні, в XIV—XVII ст. мало осібний архітектурний характер відповідно до умов життя в цій прикордонній, неспокійній країні. В порівнянню з попередніми часами велико-князівськими та галицькими, характер архітектури на Україні міняється: замість великих монументальних храмів, якими пишалися українські міста за князівських часів, замість палаців князів та бояр з'являються по різних містах, містечках та селах оборонні замки з баштами, амбразурами, зубчастими стінами на зразок західно-європейських замків.
Замки України були державні й приватні. Державні замки будувалися й утримувалися на державні кошти і називалися в коронних (польських) землях— королівськими, а в литовських — господарськими. Приватні замки будували заможніші землевласники в їх головних поселеннях, де часто жили й самі землевласники. Утримувалися оті замки на кошти власників та населення (в містах).
Державні замки на Україні містилися там, де були південно-східні кордони Польського королівства й та ВКЛ. Головні замки були такі: на Київщині — Київський, Канівський і Черкаський; на Волині — Житомирський, Овруцький, Луцький, Кременецький та Володимирський; на Брацлавщині — Брацлавський й Вінницький, на Поділлю (в Подільському воєводстві) — Кам'янецький, Летичівський та Барський. На Поділлю були ще державні замки в Смотричу, Скалі, Ольчедаєві, Бакоті та в інших місцях, але вони були знищені в XV ст., в часи боротьби Литви й Польщі за Поділля.
Більшість вищеназваних замків тепер не існує; тільки місця їх зазначені земляними валами, ровами та румовиськами, а часом не можна навіть відшукати місця, де був замок (Бакота).
Внаслідок того, що Кримське ханство підпало під зверхність Османської імперії, посилюються татарські напади на українські землі. так в 1478 р. був зруйнований Брацлав, в 1482 р. — Київ, причому воєвода Іван Ходкевич був забраний в полон, де й помер. В 1495 був знищений Володимир-Волинський, потім знову Брацлав, в 1498 — Чернігів. татарські набіги почали проникати вже за р. Прип'ять і в землі Литви. Ці спустошливі набіги за часів Менглі Гірея були причиною того, що південні українські землі надовго стали пусткою, а північні жили у постійному страху від чергових нападів.
В XVI ст. відбувається знову поступове освоєння пустинних земель. Першими передумовами були відбудовані господарські замки. Так в XVI ст. в Черкаському повіті не було жодного поселення окрім Черкаського замку та міста при ньому. В Канівському повіті було декілька поселень в урочищах, але зимували вони також під захистом замків. те саме було в Житомирському та Остерському повітах. Оборонні замки поставали на «татарських шляхах» та на переправах, а також на порубіжжі, яке з часом посувалось все далі на Південь.

## Основні українські замки
В кін. XIV ст. та на поч. XV ст. виникають ряд таких міст: Черкаси, Звенигород, Дашів, Чуднів, Вінниця, Брацлав, Хмільник, Летичів.

### Розташування та архітектурні особливості
Стrуктура пізніших замків наслідувала структуру давньоруських городищ. Так це були властиво замки, які відповідали давньоруському дитинцю (городу), з острогом або замковим містом навколо нього, стіни складалися з городень з «заборолою», які відповідають замковим «обланкам». Городища, як і замки мали вежі та підйомні мости.
Замки як правило будувалися на підвищеній місцевості. Якщо умови для існування замку були не достатньо сприятливими для захисту, то замки переносили на інше місце. Таким чином був перенесений Вінницький замок, а Остерський переносився кілька разів. Міста будувалися на деякій відстані від замків та відділялися від них ровом, до замку вели підйомні мости. Замки будувались з дерева або каміння.
Загальний тип замку на Україні був такий. Будували замок на високій горі, природно-непідступній, що її по можливості обмивала вода, або облягали болота. Найчастіше для замку вибирали гору, що виходила рогом або мисом до двох ярів, що сходилися в тім місці. Ріг той, коли він мав зв'язок з якою горою або високорівнею, відрізували ровом і валом (часом кількома) і таким чином утворювалася для замку довгаста площа. Ту площу по контуру гори обводили валами, де була в цьому потреба, а навкруги ставили стіни — в давнину дерев'яні, а пізніше муровані, особливо там, де було доволі каміння. В кутах площі замку бували башти. Для в'їзду робили браму в башті, а часом було і дві брами.

### Управління
Управляли замками старости або воєводи, які мали як військові так адміністративні і судові повноваження. Якщо вони були відсутніми, то тоді їхні повноваження виконували «намісники» або «підстарости». Мозирський, Житомирський та Чорнобильський старости були обмеженні в військових повноваженнях, ці функції були покладені на київського воєводу. В зв'язку з Люблінською унією була введена посада каштеляна при замку, який ніяких функцій не виконував, а мав лише право на місце в сенаті. Інколи старости управляли двома замками, наприклад Канівським та Черкаським або Вінницьким та Брацлавським. В великих замках (Києві, Черкасах, Вінниці, Брацлаві стояли військові гарнізони «драби». Управляли гарнізонами — ротмістри.
Оборона повітів була покладена на населення, яке повинно було нести військову службу, їх виставляли землевласники повітів. Одиницею була «служба», яка складала 200 десятин, на Волині їй відповідало «дворище», яке не мало встановлених розмірів. Таких службовців називали «пахолками» , вони повинні були мати коня, озброєння, дерев'яну «павезу», панцир, меч або корд .
Військову службу несли також бояри та слуги (панцерні, замкові, ординські, путні). Ці службовці користувалися за службу землею в декілька волок.
Військову службу повинні були нести також міщани. Для винагороди на службу містам надавались значні земельні наділи навколо міста, які розподілялись для тих, хто ніс військову службу. В прирубіжних повітах військову службу повинні були нести також і селяни (замкові або приватні). таким чином умови життя перетворювали все населення на суцільну міліцію.
Замість військових гарнізонів, які вимагали значних коштів на їх утримання, прикордонні старости створювали козацькі роти. В XVI ст. козаки були при Київському, Канівському, Вінницькому, Брацлавському, Черкаському замках (250). Одні з них мали свої будинки в містах або власні земельні наділи, а інші прости відбували найману службу.

### Охорона
Вдень замки охороняла сторожа, а вночі — «кликуни». Оплата їх здійснювалася за рахунок податку з міщан або населення повіту. Інколи цю службу відбували по черзі з повітового населення. Охороняли деякі замки також «драби» (солдати). Міста при замках охороняла сторожа, яку утримували самі міщани. В тих повітах, де відбувались часті напади татарів, окрім охорони замку була ще «польна» сторожа. Ця охоронна була кінною і стояла вона на татараських шляхах на валах, могилах, сохах. Така сторожа стояла не увесь рік і утримувалась за рахунок міщан або також усіх жителів. Інколи така сторожа стояла на 20 миль від замку (Житомирського) або 30 миль (Овруцького).